# Microthamnium heterostachys
Microthamnium heterostachys là một loài Rêu trong họ Hypnaceae. Loài này được (Hampe) A. Jaeger mô tả khoa học đầu tiên năm 1878.